# Leonard Warren
Leonard Warren, pseudonimo di Leonard Warenoff (New York, 21 aprile 1911 – New York, 4 marzo 1960), è stato un baritono statunitense.

## Biografia
Nato da famiglia ebrea di origine russa, mosse i primi passi nell'ambito musicale cantando nel coro del Radio City Music Hall, studiando nel contempo con Sidney Dietch. Con un repertorio di cinque arie d'opera e una selezione di Rigoletto, nel 1938 vinse il "Metropolitan Opera Competition of the Air", che gli permise di recarsi a Milano per ulteriori studi con Giuseppe Païs e Riccardo Picozzi. Qui conobbe la moglie Agathe, che lo portò a divenire un fervente cattolico.
Tornato negli Stati Uniti, poté debuttare al Metropolitan Opera con estratti da La traviata e  Pagliacci durante un concerto nel novembre 1938, cui fece seguito, nel gennaio 1939, il ruolo di Paolo Albiani in Simon Boccanegra, accanto a stelle come Lawrence Tibbett, Ezio Pinza, Giovanni Martinelli, Maria Caniglia. Dopo tale esibizione firmò un contratto discografico con la RCA.
Successivamente, in seguito al declino di Lawrence Tibbett, ne prese il posto come primo baritono del teatro newyorkese, dove si esibì regolarmente fino alla morte prematura soprattutto nei grandi ruoli verdiani: il Conte di Luna ne Il trovatore, Germont ne La traviata, Simon Boccanegra, Renato in Un ballo in maschera, Don Carlo ne La forza del destino, Amonasro in Aida, Jago in Otello e Rigoletto, studiato con Giuseppe De Luca e inciso nel 1950. Interpretò inoltre Escamillo in Carmen, Valentin in Faust, Barnaba ne La Gioconda, Tonio in Pagliacci, Scarpia in Tosca. Complessivamente prese parte a 657 rappresentazioni al Met.
L'attività in Italia si limitò al Teatro alla Scala con Rigoletto nel 1953 e Otello nel 1954.  Tuttavia a Roma incise Aida, La traviata, Tosca e Il trovatore con i complessi del Teatro dell'Opera, oltre a La forza del destino e La Gioconda con l'orchestra e il coro dell'Accademia di Santa Cecilia.
Nel 1958 intraprese una trionfale tournée in Russia e nel 1959 fu protagonista di un'acclamata ripresa di Macbeth al Metropolitan, poi trasferita su disco. Morì l'anno dopo, a 48 anni, per un'emorragia cerebrale, sul palcoscenico del Met durante una rappresentazione de La forza del destino.

## Caratteristiche vocali e interpretative
Warren vantava una voce di notevole volume, talora un poco sfocata nel medium, ma eccezionalmente estesa nel registro acuto, che sapeva modulare fino a sfumature precluse a gran parte dei suoi contemporanei. Nel corso della carriera schiarì progressivamente l'emissione e affinò la linea di canto, come testimonia l'incisione del 1959 de "Il balen del suo sorriso", cesellata con una delicatezza e dominio del suono forse mai raggiunti in precedenza. Pur contando su doti attoriali limitate e su una padronanza della lingua italiana non eccelsa (non nella pronuncia, che era molto buona, ma nella capacità mnemonica, come si evidenzia nelle registrazioni dal vivo), sviluppò una cifra interpretativa estranea alla facile estroversione, conferendo grande pathos a Rigoletto, Germont, Macbeth, Simon Boccanegra, ma eccellendo anche nelle classiche figure di "cattivo"  del repertorio baritonale come Jago, Scarpia, Tonio, Barnaba, dei quali espresse la malvagità con un fraseggio che sapeva piegarsi fino al più estremo pianissimo.

## Discografia

### Incisioni in studio
- Rigoletto, con Erna Berger, Jan Peerce, Italo Tajo, Nan Merriman, dir. Renato Cellini - 1950 RCA
- Il trovatore, con Jussi Björling, Zinka Milanov, Fedora Barbieri, Nicola Moscona, dir. Renato Cellini - 1952 RCA
- Pagliacci, con Jussi Bjorling, Victoria de los Ángeles, Robert Merrill, Paul Franke, dir. Renato Cellini - 1953 RCA/HMV
- Aida, con Zinka Milanov, Jussi Bjorling, Fedora Barbieri, Boris Christoff, dir. Jonel Perlea - 1955 RCA
- Un ballo in maschera (selez.), con Zinka Milanov, Jan Peerce, Marian Anderson, dir. Dimitri Mitropoulos - 1955 RCA
- La traviata, con Rosanna Carteri, Cesare Valletti, dir. Pierre Monteux - 1956 RCA
- Tosca, con Zinka Milanov, Jussi Bjorling, dir. Erich Leinsdorf - 1957 RCA
- La Gioconda, con Zinka Milanov, Giuseppe Di Stefano, Rosalind Elias, Plinio Clabassi, dir. Fernando Previtali - RCA/Decca 1957
- La forza del destino, con Zinka Milanov, Giuseppe Di Stefano, Giorgio Tozzi, Dino Mantovani, dir. Fernando Previtali - RCA/Decca 1958
- Il trovatore, con Richard Tucker, Leontyne Price, Rosalind Elias, Giorgio Tozzi, dir. Arturo Basile - RCA 1959
- Macbeth, con Leonie Rysanek, Jerome Hines, Carlo Bergonzi, dir. Erich Leinsdorf - RCA 1959

### Registrazioni dal vivo (selezione)
- Il trovatore, con JussiBjorling, Stella Roman, Margaret Harshaw, Giacomo Vaghi, dir. Emil Cooper -  Met 1947
- Un ballo in maschera, con Jan Peerce, Daniza Ilitsch, Margaret Harshaw, dir. Giuseppe Antonicelli - Met 1947
- Faust, con Giuseppe Di Stefano, Dorothy Kirsten, Italo Tajo, dir. Wilfrid Pelletier - Met 1949
- Falstaff, con Regina Resnik, Cloe Elmo, Giuseppe Valdengo, Giuseppe Di Stefano, Licia Albanese, dir. Fritz Reiner - Met 1949
- Simon Boccanegra, con Astrid Varnay, Mihaly Szekely, Richard Tucker, dir. Fritz Stiedry - Met 1950
- Aida, con Zinka Milanov, Mario Del Monaco, Nell Rankin, Jerome Hines, dir. Fausto Cleva - Met 1952
- La forza del destino, con Zinka Milanov, Mario Del Monaco, dir. Albert Herbert - New Orleans 1953
- Otello, con Mario Del Monaco, Renata Tebaldi, dir. Antonino Votto - La Scala 1954
- Andrea Chénier, con Mario Del Monaco, Zinka Milanov, dir. Fausto Cleva - Met 1954
- Rigoletto, con Roberta Peters, Richard Tucker, Giorgio Tozzi, dir. Fausto Cleva - Met 1956
- Tosca, con Renata Tebaldi, Richard Tucker, dir. Dimitri Mitropoulos - Met 1956
- Ernani, con Mario Del Monaco, Zinka Milanov, Cesare Siepi, dir. Dimitri Mitropoulos - Met 1956
- La forza del destino, con Zinka Milanov, Richard Tucker, Cesare Siepi, dir. Fritz Stiedry - Met 1956
- La traviata, con Renata Tebaldi, Giuseppe Campora, dir. Fausto Cleva - Met 1957
- La Gioconda, con Zinka Milanov, Gianni Poggi, Nell Rankin, Cesare Siepi, dir. Fausto Cleva - Met 1957
- Andrea Chénier, con Richard Tucker, Zinka Milanov, dir. Fausto Cleva - Met 1957
- Otello, con Mario Del Monaco, Victoria de Los Angeles, dir. Fausto Cleva - Met 1958
- Macbeth, con Leonie Rysanek, Jerome Hines, Carlo Bergonzi, dir. Erich Leinsdorf - Met 1959
- Pagliacci, con Mario Del Monaco, Lucine Amara, Mario Sereni, dir. Dimitri Mitropoulos - Met 1959

## Repertorio
| Ruolo                                | Titolo               | Autore      |
| ------------------------------------ | -------------------- | ----------- |
| Escamillo                            | Carmen               | Bizet       |
| Enrico Ashton                        | Lucia di Lammermoor  | Donizetti   |
| Carlo Gérard                         | Andrea Chénier       | Giordano    |
| Gran Sacerdote d'Apollo              | Alceste              | Gluck       |
| Valentino                            | Faust                | Gounod      |
| Tonio                                | Pagliacci            | Leoncavallo |
| Compare Alfio                        | Cavalleria rusticana | Mascagni    |
| Andreij Ščelkalov Il gesuita Rangoni | Boris Godunov        | Musorgskij  |
| Barnaba                              | La Gioconda          | Ponchielli  |
| Barone Scarpia                       | Tosca                | Puccini     |
| Gran Sacerdote                       | Sansone e Dalila     | Saint-Saëns |
| Don Carlo                            | Ernani               | Verdi       |
| Macbeth                              | Macbeth              | Verdi       |
| Rigoletto                            | Rigoletto            | Verdi       |
| Conte di Luna                        | Il trovatore         | Verdi       |
| Alfredo Germont                      | La traviata          | Verdi       |
| Simon Boccanegra Paolo Albiani       | Simon Boccanegra     | Verdi       |
| Renato                               | Un ballo in maschera | Verdi       |
| Don Carlo di Vargas                  | La forza del destino | Verdi       |
| Amonasro                             | Aida                 | Verdi       |
| Jago                                 | Otello               | Verdi       |
| Sir John Falstaff                    | Falstaff             | Verdi       |
| Araldo del Re                        | Lohengrin            | Wagner      |